# カンザス大学
カンザス大学（英語: The University of Kansas）は、アメリカ合衆国カンザス州の州立大学。ローレンスに本部を置いている。大学の略称はKU/ジェイホークス。
カンザス州の旗艦大学に位置付けられている。学生数はおよそ28,000人。北米を代表する研究型大学 (2017年現在62校) のみが加盟できる アメリカ大学協会 (Association of American Universities)のメンバー校でもある。
National Geographic誌に「One of the most beautiful in America」と評価されたキャンパスには、蔵書量で全米州立大学中23位にランクされている図書館、全米トップ5にランクされている自然史博物館、ロバート・ドール政治学研究所などの施設がある。
メインキャンパスのあるローレンス以外に、KU Medical Center & KU Hospital (カンザスシティ)、KU Edwards Campus (カンザスシティ近郊のOverland Park)、School of Medicine (ウィチタ)がある。
2019年現在、"U.S. News"による大学ランキングの「全国的な総合大学」では、129位に位置している。

## 学問
DesignIntelligence誌が毎年発表しているランキング「America's Best Architecture and Design Schools」において、カンザス大学の建築都市計画学部（School of Architecture and Urban Design)は、2007年度のアメリカ中西部において1位、全米でも6位にランクされた。

## スポーツ競技
スポーツも盛んでビッグ12カンファレンスに所属している。特に男子バスケットボールでは名門校として知られ、バスケットボールを発明した Dr.ジェームズ・ネイスミスが初代監督を務めた。 試合中、アリーナに響き渡る “Rock Chalk" chant は有名で、セオドア・ルーズベルト大統領から、「これまで聴いた中で最も素晴らしい大学の聖歌」と賞賛された。チーム名はカンザス・ジェイホークス(Kansas Jayhawks)。

### バスケットボール

#### KU 男子バスケットボール Final Four 履歴
- 1940年 - Finalist
- 1952年 - 優勝
- 1953年 - Finalist
- 1957年 - Finalist
- 1971年 - Final Four
- 1974年 - Final Four
- 1986年 - Final Four
- 1988年 - 優勝
- 1991年 - Finalist
- 1993年 - Final Four
- 2002年 - Final Four
- 2003年 - Finalist
- 2008年 - 優勝
- 2011年 - 準優勝(Finalist)

#### KU バスケットボール監督
- Dr. ジェームズ・ネイスミス 1898年 - 1907年
- Dr. フォレスト・"Phog"・アレン 1907年 - 1909年、1920年 - 1956年
- W・O・ハミルトン 1909年 - 1919年
- ディック・ハープ 1956年 - 1964年
- テッド・オーウェンズ 1964年 - 1983年
- ラリー・ブラウン 1984年 - 1988年
- ロイ・ウイリアムズ 1988年 - 2003年
- ビル・セルフ 2003年 - 現在

#### KU alumni in basketball hall of fame
- フォレスト・アレン（カンザス大学監督）
- ディーン・スミス（ノースカロライナ大学監督）
- アドルフ・ラップ（ケンタッキー大学監督）
- ラルフ・ミラー（オレゴン州立大学監督）
- ウィルト・チェンバレン（バスケットボール選手）
- Clyde Lovellette（バスケットボール選手）
- Lynette Woodard（バスケットボール選手）

#### KU NBA バスケットボール選手 (2004年 - 2005年)
- ポール・ピアース
- ラエフ・ラフレンツ
- カーク・ハインリック
- ドリュー・グッデン
- スコット・ポラード
- ジャック・ヴォーン
- ニック・コリソン
- グレッグ・オスタータグ
- ビリー・トーマス

## 姉妹校・提携関係
- 東京医科大学 - 医学部（KU Medical Center）と、1982年からの姉妹校となっている。
- 神奈川大学 - 交換留学制度
- 法政大学 - 学術一般協定校